# Yoshinari Hyakutake
Yoshinari Hyakutake (jap. 百武 義成, Hyakutake Yoshinari; * 21. November 1977 in der Präfektur Nagasaki) ist ein ehemaliger japanischer Fußballspieler.

## Karriere
Hyakutake erlernte das Fußballspielen in der Schulmannschaft der Kunimi High School. Seinen ersten Vertrag unterschrieb er 1996 bei Cerezo Osaka. Der Verein spielte in der höchsten Liga des Landes, der J1 League. Für den Verein absolvierte er 24 Erstligaspiele. 1999 wechselte er zum Drittligisten Denso. Ende 2000 beendete er seine Karriere als Fußballspieler.